# Ilot Yangue
Ilot Yangue ist ein winziges Eiland der Republik der Seychellen im Atoll Aldabra. Es liegt zusammen mit anderen Riffinseln zwischen Picard und Grand Terre.

## Geographie
Die Insel liegt im Westen des Atolls im Bereich zahlreicher kleiner Passagen. Von der Insel Ilot Emili im Norden ist sie durch den Passe Yangue getrennt. Zur Ilot Dubois im Süden bildet der Passe Dubois die Abgrenzung.